# Friedrich Milden
Friedrich Milden (* 4. August 1801; † 22. Dezember 1873 in Hechingen) war ein hohenzollern-hechinger und preußischer Beamter.
Milden studierte vor 1822 Rechtswissenschaften an der Universität Freiburg und war 1822 bis 1826 Rechtspraktikant in Hechingen. 1826 bis 1830 war er Sekretär, 1830 bis 1831 Regierungssekretär und 1831 bis 1833 Stadtamtmann in Hechingen. Aufgrund einer Krankheit arbeitete er 1833 bis 1836 wieder als Regierungssekretär, bevor er 1836 zum Justizrat in Hechingen befördert wurde. Von 1839 bis 1841 war er Oberamtmann im Oberamt Hechingen und gleichzeitig Leiter der Justizkanzlei mit Titel Regierungsrat. 1841 wurde er an das Landesappellationsgericht Hechingen versetzt, wo er bis 1850 als Richter wirkte. Seit dem Übergang von Hohenzollern-Hechingen zusammen mit Hohenzollern-Sigmaringen als Hohenzollernschen Lande an Preußen 1850 stand er im preußischen Verwaltungsdienst. 1852 bis zu seinem Ruhestand 1853 war er (nun preußischer) Regierungsrat bei der Regierung Sigmaringen.